# 八曜和茶
八曜和茶，又稱「Hachiyo Tea」、「8yotea」或「ハチヨウワチヤ」，是創立於臺灣高雄市的一家連鎖飲料店品牌，以無咖啡因飲品與日式風格美學為特色，並藉由Threads行銷獲得廣大網路聲量。
截至2025年2月，八曜和茶在臺灣共有40間門市 ，分佈於新北市、新竹市、臺中市、彰化縣、南投縣、嘉義市、臺南市及高雄市，其中以臺中市共有17間門市為最多。

## 獎項
| 年份   | 獲提名            | 獎項                         | 結果 |
| ------ | ----------------- | ---------------------------- | ---- |
| 2022年 | 八曜和茶－極上307 | 顶级美味大奖－評等風味絕佳獎 | 獲獎 |

## 大事記
- 2016年8月，於高雄市三民區大昌一路成立首間門市。[7]
- 2024年11月8日，八曜和茶位於新北市三重區的新門市開幕，為該品牌首次於台灣北部展店，未來計畫擴展至新北市永和區、台北市。[8]